# マグナ・カルタ・レコード
マグナ・カルタ・レコード（Magna Carta Records）は、ニューヨーク州ロチェスターにある独立系のレコードレーベル。マグナ・カルタは1989年につくられ、ピーター・モーティセリ (Peter Morticelli)とそのパートナーであるマイク・ヴァーニーによって所有されている。1215年に制定されたイングランドの民主主義憲章「マグナ・カルタ」にちなんで名付けられたレーベルは、多くの異なったジャンルのミュージシャンからなる多様なラインナップを持っているが、プログレッシブ・ロック、プログレッシブ・メタルのバンドやグループを多く抱えていることで最もよく知られている。レーベルには、OHMphrey、アレックス・スコルニック・トリオ、デイヴ・マートン、クリス・ノリス、ダグ・ピニック（キングスX）といったアーティストがいる。

## 流通
2009年6月1日より、マグナ・カルタは北米での流通のためにAlternative Distribution Alliance (ADA)との協力を開始した。それ以前は、2009年初めにADAに買収されたライコディスクと協力関係をもっていた。ADAは、ワーナー・ミュージック・グループ (WMG)の子会社である。
マグナ・カルタは、英国ではPlastic Head、スカンジナビアではBorder Musicによって配布されている。
2018年6月、マグナ・カルタはロイヤリティと著作権を音楽オークションサイト「Royalty Exchange」に売り出した。このレーベルは過去12ヶ月間で10万ドルを稼いだとして、開始価格は35万ドルだった。

## アーティスト

### 現在の在籍アーティスト
- アレックス・スコルニック・トリオ (Alex Skolnick Trio)
- ビル・カトラー (Bill Cutler)
- デイヴ・マートン (Dave Martone)
- ダグ・ピニック (Doug Pinnick)
- イーサン・ブロシュ (Ethan Brosh)
- ジョーダン・ルーデス (Jordan Rudess)
- クリス・ノリス (Kris Norris)
- リーフ・ソーバイ (Lief Sorbye)
- マイケル・リー・ファーキンス (Michael Lee Firkins)
- MoeTar
- OHMphrey
- Oz Noy
- Points North
- ロイヤル・ハント (Royal Hunt)
- スティーヴ・スティーヴンス (Steve Stevens)
- テンペスト (Tempest)

### 過去の在籍アーティスト
- エイジ・オブ・ネメシス (Age of Nemesis)
- Altura
- The Android Meme
- Andy West with Rama
- Anthropia
- Attention Deficit
- ビリー・シーン (Billy Sheehan)
- テリー・ボジオ (Terry Bozzio)
- テリー・ボジオ・アンド・ビリー・シーン (Bozzio Sheehan)
- ボジオ・レヴィン・スティーヴンス (Bozzio/Levin/Stevens)
- カイロ (Cairo)
- Caliban
- Clinton Administration
- ダリズ・ジレンマ (Dali's Dilemma)
- デイヴィッド・リー・ロス (David Lee Roth)
- December People
- ダーディアン (Derdian)
- デレク・シェリニアン (Derek Sherinian)
- エンチャント (Enchant)
- エクスプローラーズ・クラブ (Explorers Club)
- ファリード・ ハーク・グループ (The Fareed Haque Group)
- The Hideous Sun Demons
- アイス・エイジ (Ice Age)
- ジェイムズ・ラブリエ (James LaBrie)
- ジェイムズ・ラブリエズ・マルマズラー (James LaBrie's Mullmuzzler)
- カンサス (Kansas)
- Khallice
- リーマー・ヴォイス (Lemur Voice)
- Leonardo
- リキッド・テンション・エクスペリメント (Liquid Tension Experiment)
- リキッド・トリオ・エクスペリメント (Liquid Trio Experiment)
- ザ・ロンリー・ベアーズ (The Lonely Bears)
- マジェラン (Magellan)
- マイク・ポートノイ (Mike Portnoy)
- ナイアシン (Niacin)
- オズリック・テンタクルズ (Ozric Tentacles)
- ロバート・ベリー (Robert Berry)
- ロバート・ウォルター (Robert Walter)
- セイダス (Sadus)
- School Of The Arts
- シャドウ・ギャラリー (Shadow Gallery)
- サイモン・フィリップス (Simon Phillips)
- Speakers For The Dead
- スティーヴ・モーズ (Steve Morse)
- スティーヴ・ウォルシュ (Steve Walsh)
- Stripsearch
- タイルズ (Tiles)
- Tishamingo
- トニー・レヴィン (Tony Levin)
- トニー・ハイマス (Tony Hymas)
- Totalasti
- Under The Sun
- Vapourspace
- ワールド・トレイド (World Trade)

## トリビュート・アルバム
- Tribute to ELP: 『アンコールズ、リジェンズ、アンド・パラドックス〜トリビュート・トゥ・ザ・ミュージック・オブ・ELP』 - Encores, Legends & Paradox (1999年)
- Tribute to Genesis: 『サパーズ・レディ - ジェネシス・トリビュート』 - Supper's Ready (1995年)
- Tribute to Jethro Tull: To Cry You A Song (1996年)
- Tribute to Pink Floyd: 『ザ・ムーン・リヴィジティッド - ピンク・フロイド・トリビュート』 - The Moon Revisited (1995年)
- Tribute to Yes: 『テイルズ・フロム・イエスタデイ』 - Tales From Yesterday (1995年)
- Tribute to Rush: 『ワーキング・マン』 - Working Man (1996年)
- Tribute to Rush: Subdivisions (2005年)
- Tribute to Rush (2009年)
- Tribute to the Titans: Compilation of Magna Carta Tribute Albums (1999年)

## スペシャル・プロジェクト
- Guitars That Ate My Brain (2009年)
- Drum Nation Volume I (2004年)
- Drum Nation Volume II (2005年)
- Drum Nation Volume III (2006年)
- Guitar Greats Volume I (2007年)
- Guitar Greats Volume II (2008年)
- 『スタインウェイ・トゥ・ヘヴン』 - Steinway To Heaven (1996年)
- A Soundtrack For The Wheel Of Time (2001年) ※小説『時の車輪』のサントラ